# Міфологія муїсків
Міфологія муїсків — комплекс міфологем і міфічних героїв і сюжетів, що існував в різних племенах і державах муїсків. Лише незадовго до часу прибуття іспанських конкістадорів у Південній Америці у муїсків став з'являтися загальний для всіх пантеон, ієрархія божеств.

## Космогонія
Оскільки у муїсків не було єдиної держави та не зовсім сформувалася єдина релігійно-міфологічна система, то у міфах про утворення та існування Всесвіту існують деякі розбіжності. Згідно з одним з них бог-деміург Чимінігагуа, сутність світла, відправив величезна кількість птахів з великими крилами, які, облетівши весь світ, усюди випускали з дзьобів промені світла, таким чином поширивши світло на темний до того світ. Потім Чімінігагуа створив всі речі, рослини, тварин, людей, а з найпрекрасніших чоловіка і жінки зробив сонце і місяць.
За іншим міфом, перші, невідомо ким створені люди були касик Согамосо і його небіж касик Рамі-кирі. Вони створили прабатьків людства: чоловіка з жовтої глини і жінку з високою порожнистої трави. Потім касик Согамосо послав небожа на небо, щоб той став сонцем і висвітлював світ, втім бачачи, що світла все ще не вистачає, сам теж піднявся на небо і став місяцем.
Відповідно до ще одного міфу прародителькою людства була богиня Бачуе зі своїм сином-чоловіком Чібчачумом, богом ювелірів.
Небо у муїсків порожнє, без життя, лише для богів. Земля тримається на великих гуайяках (чагарник з дуже твердою деревиною), за іншим міфом — на плечах Чібчачума. Центр землі — місце проживання душ померлих, які, як і за життя, живуть в таких же будинках, обробляють поля і т. Д. У країну мертвих душі померлих переправляються через бурхливу річку в човнах і на плотах, сплетених з павутини, а потім спускаються по крутих, стрімчастих дорогам через жовту і чорну землі, що символізують день і ніч.

## Віра в потайбіччя
Муїски вірили в загробне життя. Згідно з їх уявленнями, в центрі землі перебувала Країна Тіней і дух кожного покійного витав в ній легкої тінню. Дістатися туди вдавалося, тільки перепливши широку річку на суденці, сплетений з павутини. Тому павук шанувався священним.
Способи поховання та поховальні церемонії відрізнялися великою різноманітністю. У деяких місцях вилучали нутрощі небіжчика і наповнювали тіло коштовностями, в інших виставляли покійного на вітер, щоб з часом муміфікувати його, або сушили на вогні з тією ж метою, а іноді кидали у воду.
Бідних членів громади ховали в загальних могилах. Зазвичай їх залишали сидячими й тримаючими один одного за руки. Особливою повагою користувалися поховання тих, хто загинув у бою. Спеціальним хрестом відзначалися могили померлих від укусу змії. У могилу клали продукти, необхідні для тривалих загробних мандрівок, і фігурки тих богів, яких покійний більше всіх інших шанував за життя.

## Боги
Головними небесними божествами вважалися Суа і Чіа, крім того, широке поширення прийняло шанування матері-землі і води, муїски поклонялися річках і озерам. Шанування річок і озер зрештою перетворився на ритуал Ельдорадо в озері Гуатавіта.
Поклонялися муїски також Бачуе і Чібчачуму. Богами війни у них були Гігвае і Чибча-Фруіме, які вимагали голів військовополонених. Дуже популярний був покровитель бігунів — легконогій бог Чакен.
Велика кількість міфів муїсків пов'язано з тваринами — птахами, земноводними, ведмідем, лисицею, ягуаром, пумою, оленем, яким також поклонялися. Боги представлялися муїскам в образі цих тварин. Так, божество вина і веселощів Ненкатакоа мало вигляд ведмедя чи лисиці. В останньому випадку божество представлялося вигляді кмітливого і веселого лиса Фо. Особливого поширення набули міфи про змій, пов'язані з шануванням водної стихії.
Відбувався також процес антропоморфизации божеств: сонячний диск Суа злився з образом одного з вищих божеств — Бочікі (шанувався у вигляді старця). Місяць Чіа — з Уітакой, божеством родючості, що мала вигляд прекрасної жінки. Звірячі персонажі замінялися людськими.
Поклонялися лісу і вважали великим злочином завдання йому шкоди, нехай навіть і невеликого. Муїски запевняли, що проходячи повз кущі, дерева, квітки, скелі, вони відчувають їхній біль і внутрішній шепіт.

## Священний біг
Муїскі вірили, що одним з улюблених розваг могутніх богів був священний біг. Вони вважали, що в бігу людина, набираючись мужності і сили, уподібнюється птахам, найближчим помічникам богів. Саме тому муіскі навчали мистецтву бігу своїх дітей з раннього віку.
Священний біг влаштовувався на усіх святкуваннях — на честь будівництва нового будинку володаря, гарного врожаю або під час поклоніння озерам. Муїскі мали звичай влаштовувати в честь великих богів змагання дівчат у бігу навколо священного озера Гуатавіта. Подивитися на змагаються приходили жителі всіх навколишніх поселень. Горбисті берега великого озера ставали своєрідними трибунами природного «стадіону». Боротьба нерідко була такою запеклою, що учасниці падали замертво — адже вони повинні були пробігти на межі своїх сил приблизно 22 км. Переможницю нагороджував сам володар, прикривши наготу бігунки 6 чудовими плащами, покладав на її голову золоту «корону», що нагадувала півмісяць з високо піднятими краями. Переможниця отримувала право носити свої плащі таким чином, щоб їх краї «підмітали» за нею землю. І все розступалися перед нею, бо ці дівчата вважалися відзначеними божою благодаттю. За звичаєм, така дівчина ставала однією з численних служительок в головному храмі бога Сонця.

## Годування Сонця
Оскільки бог Сонця Суа і його дружина богиня Місяця Чіа особливо шанувалися у муїсків, то відповідно сформувався особливий обряд шанування. Сонце, на думку жерців, належало годувати людською плоттю і кров'ю — інакше міг настати кінець світу, і живе зникло б з лиця землі. Столиці муїсків оточувала чотирикутна дерев'яна огорожа. У кожному з її чотирьох кутів височіли яскраво-червоні стовпи — «червоні руки Сонця», що завершуються дерев'яними клітинами — «сидіннями Сонця». У них містилися красиві і родовиті бранці, які віддавали по краплі свою кров владиці всесвіту Суе. Вважалося, що ця кров угодна і приємна великому Сонцю, і люди тому раділи від усієї душі.
Разом з тим найкращими, найгіднішими Сонцю жертвами вважалися хлопчики, яких купували далеко на сході біля чужих племен. Називали цих хлопчиків геєс, тобто «бездомні». Енергійні торговці живим товаром купували 6-7-річних хлопчиків і зверталися з ними з пошаною: всюди переносили їх виключно на своїх плечах, не дозволяючи торкатися землі. Гуєс коштували дуже дорого. Тільки володарі могутніх і багатих племен могли дозволити собі придбати гуєс для того, щоб випросити у Сонця благоденство і достаток своєму народові. І лише найбагатші правителі купували відразу двох або навіть трьох «сонячних хлопчиків». Гуєс жили, оточені неймовірним увагою і поклонінням, у спеціально побудованих для них храмах. Вважалося, що тільки гуєс вміли розмовляти з Сонцем і передавати йому прохання жерців, благали стосовно добробуту людей.
До 15-річчя гуєс досягав того віку, коли бог Сонця Суа закликав його до себе, щоб, випивши невинної крові, відновити свою безмежну силу і неймовірну могутність. Для всіх муїсків наставало велике свято: «сонячний хлопчик» йшов до самого Суа. Тіло юнака вмащували пахощами і оліями, надягали на нього найбагатший одяг. Довга низка жерців, піднявши «сонячного хлопчика» на руках високо над голо-вами, урочисто й статечно несла його в останню путь до священного пагорба. Ніщо не повинно було заважати сходженню божественного посланця на небо — до Сонця, тому для церемонії вибирали ясний, сонячний день, коли на небі не було ні хмаринки. Гуєс саджали на розстелений на східному схилі пагорба розкішний плащ. Точно в годину сходу сонця лунали протяжно-сумні звуки флейт, і одягнені в чорне жерці розсікали груди жертви, витягуючи з неї серце. Його спішно поміщали в священну посудину, окроплюючи кров'ю серця схили пагорба. Тіло юнака ховали з великими почестями або залишали непохованим на вершині пагорба. Якщо через кілька днів жерці не знаходили останків гуєс, вони приходили в захват, вважаючи, що бог Сонця залишився задоволений своєю жертвою, а значить, людям будуть забезпечені світло, тепло і достаток.

## Володарі-боги
Муїски обоготворяли також своїх вождів, яким приписувалося надприродне походження. Після того як найзнатніший чибча-муїска оголошувався імператором (сипа), ніхто з підданих не мав права дивитися йому в очі. Якщо було необхідне що-небудь піднести володарю, належало стати на коліна, а звертатися до нього тільки повернувшись спиною.
Найбільшим покаранням вважалося стати обличчям до обличчя з імператором, щоб сипа пронизав винуватця своїм знищуючим усе поглядом. На винуватця це лягало страшною плямою ганьби на все життя.
Смерть імператора призводило до загальної жалоби. Небіжчика бальзамували і укладали в труну з пальмового стовбура, оббитого листовим золотом. Разом з ним обов'язково йшли з життя і декілька його дружин і його раби.

## Жрецтво
Жрецтво вважалося святим і непорочним. Сан жерця переходив по материнській лінії від дядька до небожа, синові його старшої сестри. Вищі жерці молилися за цілі племена і народи. Кожна громада виділяла найкращі землі, щоб годувати жерця, жіночу прислугу і всіх його помічників.
Майбутніх жерців готували особливо. З дитинства вони жили при храмах в строгій самоті, далеко від людей, не знаючи мирських турбот. Харчувалися вони однією кукурудзяною кашею без солі. Старі жерці наставляли їх, навчали проведенню обрядів та церемоній, тлумачили про вірування, вчили літочислення, лікуванню, бесідам з богами і багато чому іншому.
Досягнувши 16 років, юнаки піддавалися церемонії проколювання носа і вух для золотих прикрас. Потім сам володар присвячував їх в жерці. Вони були приречені на безшлюбність, інакше позбавлялися свого високого сану. Верховний жрець обирався на раді усіх жерців з числа представників двох найбільш знатних родин. Після виборів він отримував титул Сугамуксі («Той, хто перетворюється на невидимку») і усамітнювався у своєму житлі.
Зазвичай жерці говорили мало і рідко, часто постили, піддаючи себе і своє тіло катуванням, втрачаючи при цьому багато крові. Вони мало спали оскільки велику частину ночі вони проводили за жуванням листя коки. Рослина надавало наркотичний вплив і, з точки зору жерців, сприяла бесідам з богами.